# Comuna Tîșiv, Voloveț
Tîșiv (în ucraineană Тишів) este o comună în raionul Voloveț, regiunea Transcarpatia, Ucraina, formată din satele Kotelnîțea și Tîșiv (reședința).

## Demografie
Componența lingvistică a comunei Tîșiv
     Ucraineană (99,79%)
     Alte limbi (0,21%)
Conform recensământului din 2001, majoritatea populației comunei Tîșiv era vorbitoare de ucraineană (99,79%), existând în minoritate și vorbitori de alte limbi.